# Opera laterizia

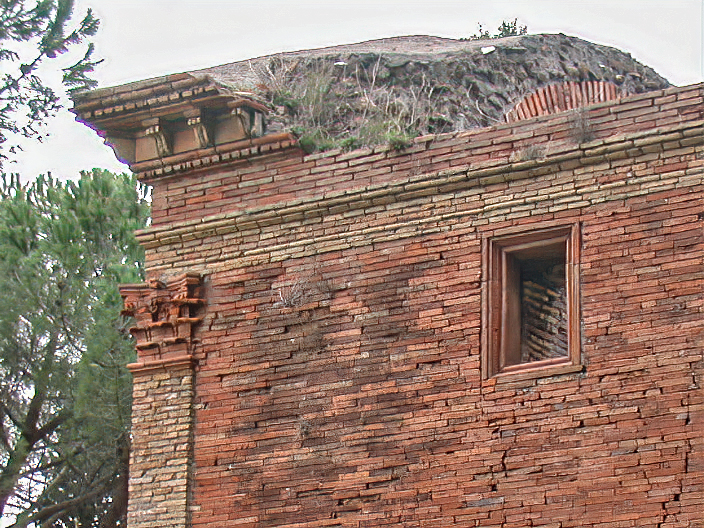
Paramento in laterizio con mattoni policromi ed elementi decorativi in mattoni su una tomba della via Appia antica a Roma.

L'opera laterizia (opus latericium) è una tecnica edilizia romana che riguarda il modo in cui viene realizzato il paramento di un muro in opera cementizia, mediante lateres, o mattoni.
L'architetto romano Vitruvio descrive una muratura (opus latericium) realizzata con mattoni cotti al sole, di cui tuttavia non si conservano tracce. I mattoni (lateres) di forma rettangolare (circa 45 cm x 30, ossia un piede e mezzo per un piede) venivano sovrapposti alternando i giunti. Questo tipo di muratura tuttavia non poteva essere utilizzato per edifici a più piani, dato che lo spessore del muro era limitato dalle dimensioni dei mattoni. 
Vitruvio definisce inoltre una structura testacea (muratura in cementizio nella quale siano inserite scaglie più o meno grandi di terracotta) e una lorica testacea (rivestimento costituito da mattoni interi). L'utilizzo della terracotta nella muratura permetteva infatti di raggiungere una maggiore protezione contro l'umidità.
All'epoca di Cesare e di Augusto si impiegarono frammenti di tegole rotte con sottili strati di malta per il rivestimento della muratura mentre tra Augusto e Claudio si impiegarono tegole con i bordi sporgenti spezzati, che venivano quindi suddivise in forme triangolari mediante dei tagli obliqui. I triangoli così ottenuti venivano quindi sovrapposti in file con il lato lungo verso la superficie del muro e legati con malta. In modo analogo all'opera reticolata, tra i due paramenti delle facce del muro veniva quindi colato il cementizio che ne costituiva la struttura.
Si iniziarono quindi a produrre laterizi (mattoni) appositamente realizzati che venivano quindi spezzati lungo i solchi realizzati in superficie e impiegati in forme triangolari: il lato lungo del triangolo, a vista, veniva rilavorato e levigato. Successivamente si preferì segare una pila di mattoni con le medesime tecniche utilizzate per la segagione dei blocchi in pietra, ottenendo forme più regolari.
La tecnica fu utilizzata quindi per tutta l'età imperiale. Variano tuttavia lo spessore della malta tra un mattone e l'altro e lo spessore dei mattoni. Il modulo della cortina (lo spessore di cinque filari di mattoni e di cinque strati di malta interposti tra un filare e l'altro) costituisce un indicatore per la cronologia della muratura. Variano anche colore e qualità della malta e dei mattoni.
Altri indicatori sono costituiti dalla presenza di ricorsi in bipedali (laterizi quadrati di 60 cm di lato) con filari che attraversano l'intero spessore del muro livellandolo e legando le due cortine.
Talvolta inoltre la malta eccedente tra un filare e l'altro dei laterizi veniva asportata per assicurare una migliore presa all'intonaco di rivestimento ("stilatura", eseguita con varie tecniche).
A partire dall'epoca adrianea la muratura in laterizio si impiega anche per le ammorsature degli spigoli insieme all'opera reticolata ("opera mista“). Inoltre laterizi di colori diversi e tagliati in modo particolare sono utilizzati anche a fini decorativi.

## Esempi di murature in laterizio

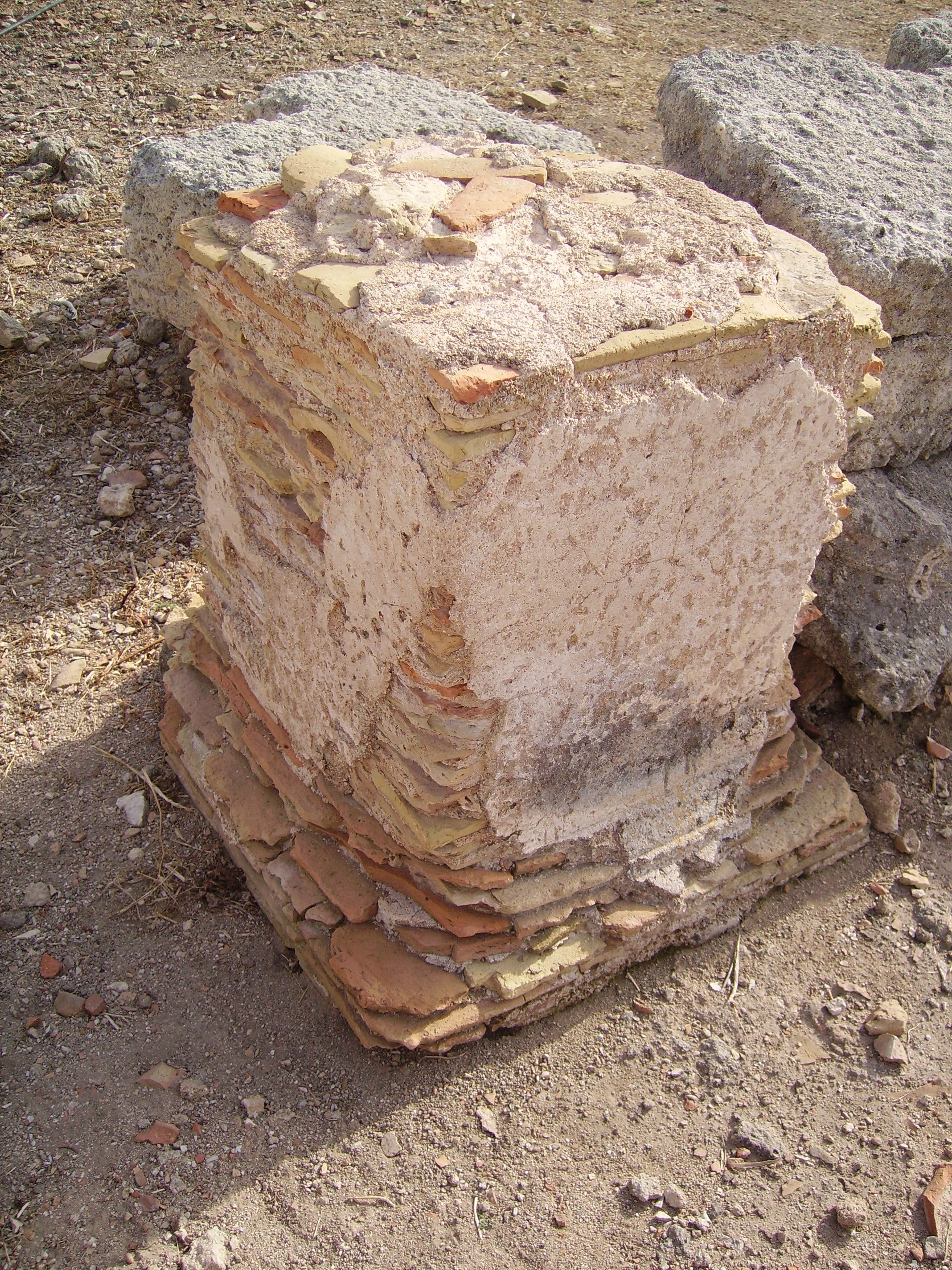
Opera laterizia di Egnazia
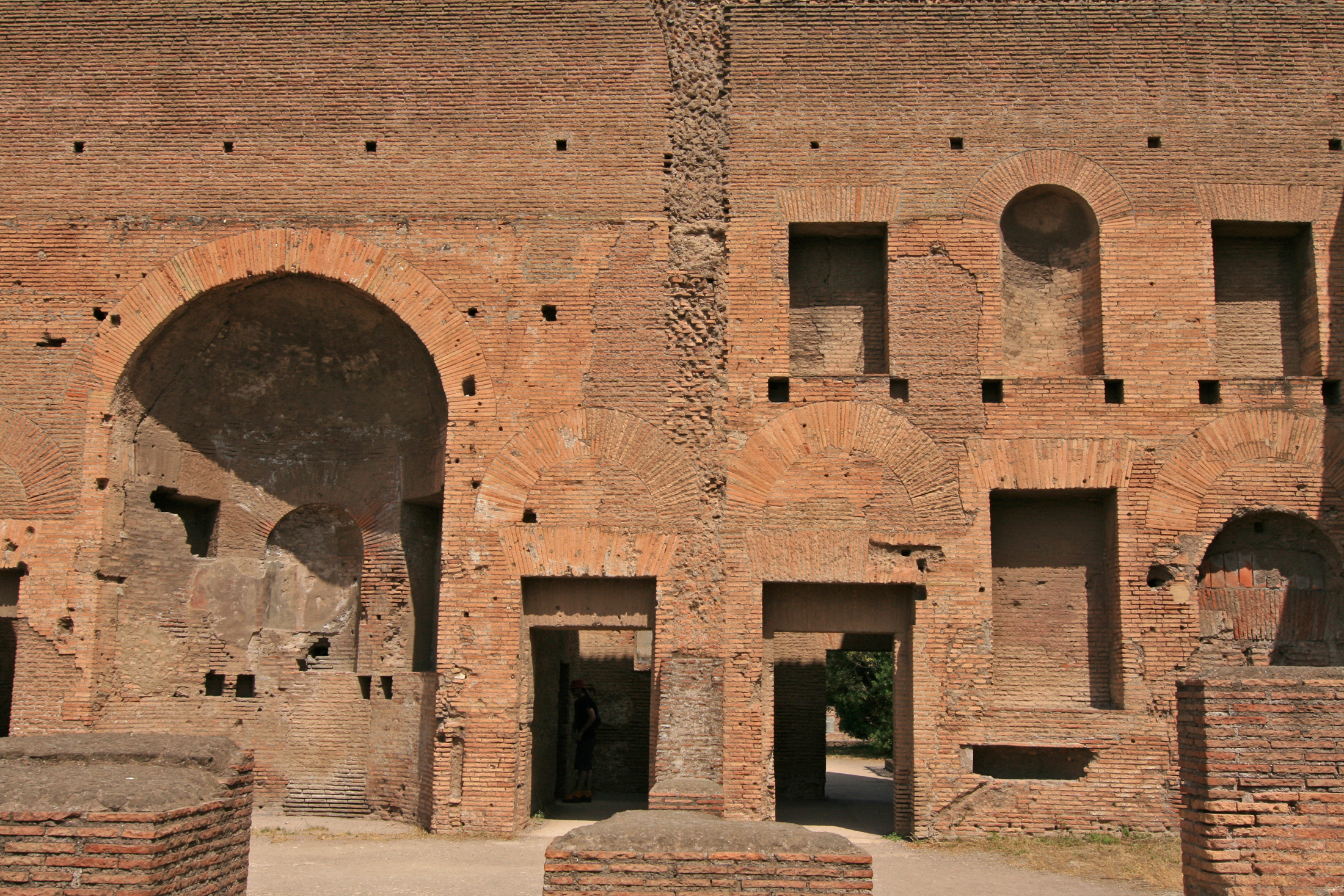
Domus augustana.